# RTV Noord

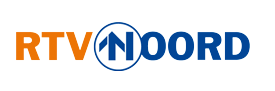
Senderlogo

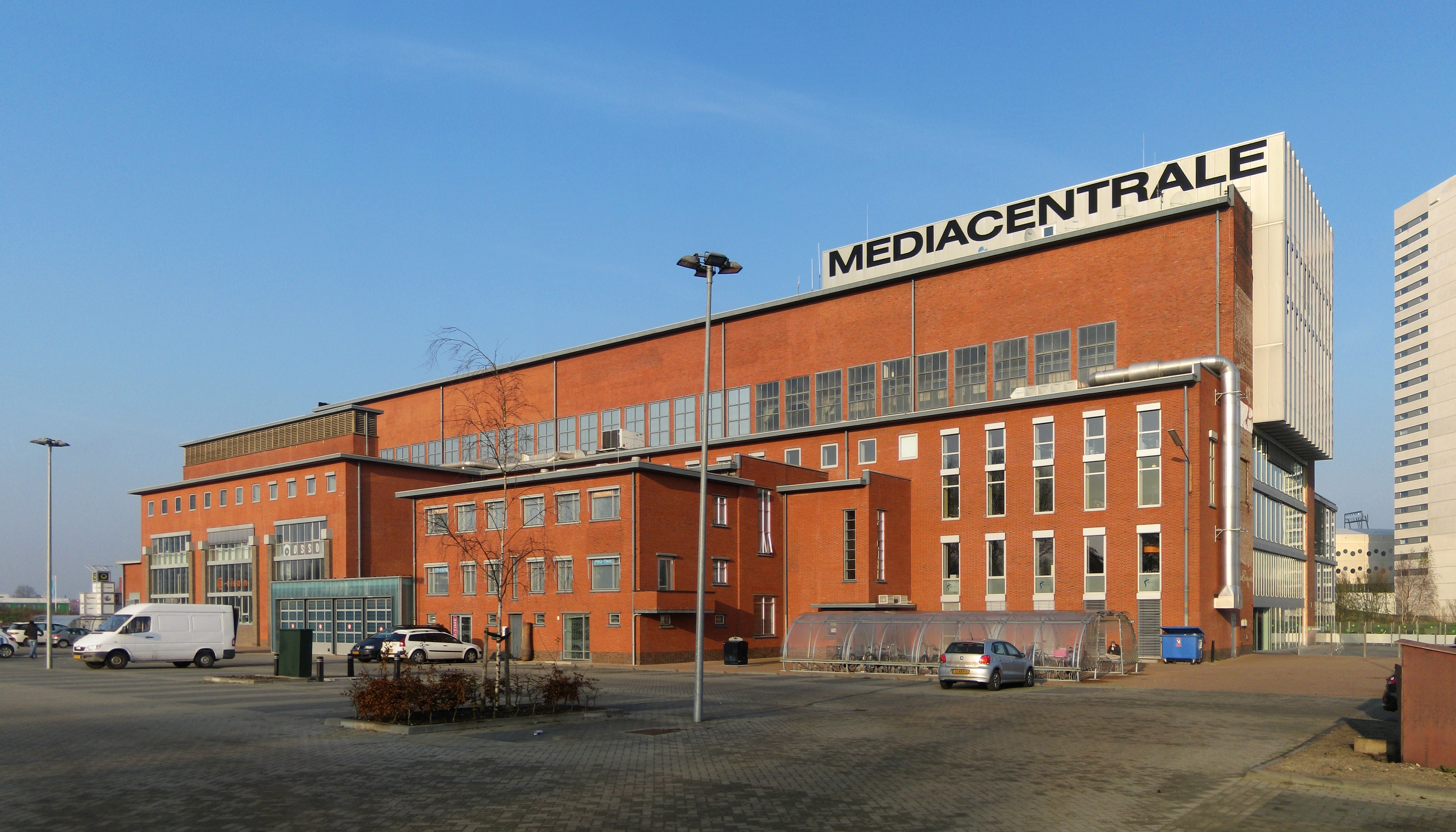
Sendezentrale RTV Noord in Groningen (Europark)

RTV Noord ist ein öffentlich-rechtlicher regionaler Radio- und Fernsehsender der niederländischen Provinz Groningen.

## Geschichte
1959 wurde aus der RON, dem Regionale Omroep Noord (deutsch Regionalrundfunk Nord), der seit 1946 die Provinzen Fryslân, Groningen und Drenthe versorgte, die RONO (Regionale Omroep Noord en Oost) gebildet, die nun auch Overijssel und kurz darauf auch Gelderland abdeckte.
1978 wurde die RONO in drei regionale Rundfunkanstalten gesplittet: Radio Fryslân (heute: Omrop Fryslân) für Fryslân, Radio Noord für Groningen und Drenthe und Radio Oost für Gelderland und Overijssel.
Am 7. Juli 1989 wurde Radio Drenthe von Radio Noord abgeteilt.
Am 3. April 1995 erfolgte die nächste Änderung. Aus Radio Noord wurde RTV Noord und man begann auch Fernsehsendungen auszustrahlen. Drei Jahre später, am 1. Mai 1998, war RTV Noord auch im Internet vertreten. Auf der Website werden Informationen zum Programm bereitgestellt, aber auch aus der Region, so z. B. viele tausend, von Hörern eingesandte, Fotografien aus der Provinz Groningen oder ein Ratgeber für Menschen, die im benachbarten Deutschland Arbeit suchen.
Bis zum September 2005 befanden sich die Studios im Gebäude Prinsenhof in der Stadt Groningen, einer ehemaligen Bischofsresidenz.
Heute werden die Sendungen aus dem Medienzentrum des neuen Gewerbegebietes Europapark, am Ende des Oude Winschoterdiep und in der Nähe des Noordlease Stadions im Osten der Stadt, produziert und ausgestrahlt. Der Sender beschäftigt 93 Mitarbeiter (Stand Ende 2018).

## Radio Noord
Das Radioprogramm von RTV Noord, kurz „Radio Noord“ (hier klingt der historische Name durch), sendet 24 Stunden auf der terrestrischen UKW-Frequenz 97,5 MHz, aber auch digital per Livestream, oder DAB+. Von 6 Uhr bis 19 Uhr wird moderiertes Programm mit Nachrichten aus der Region, Musik und Beiträgen, auch im Dialekt Gronings, gesendet, danach zumeist durchgehend ein reines Musikprogramm.

## TV Noord
Von 1995 bis 2012 wurde täglich eine Stunde Fernsehprogramm ausgestrahlt, unterteilt in eine halbe Stunde Nachrichten und eine halbe Stunde unterhaltende Sendungen mit Namen wie Kunstschatten, Vrouger und Cunera op vrijdag. Seit 2012 sendet RTV Noord nur noch ein halbstündiges Fernsehprogramm, meist mit Nachrichten und Wetterbericht, seit 2013 gefolgt von einer kurzen Quizsendung mit dem Titel Klouk. Ausgestrahlt wird via Kabel, Satellit und DVB-T.

## Trivia
- Der CDA-Politiker Henk Bleker war Mai bis Oktober 2010 Direktor.[5]
- Der regional bekannte Sänger und Mundartdichter Ede Staal wurde in den 1980er Jahren vom Sender entdeckt und gefördert. Seine Büste steht prominent im Foyer des Senders.